# Þorlákshöfn
Þorlákshöfn ([ˈθɔrˌlauksˌhœpn̥]) es una ciudad de la región de Suðurland, en Islandia sudoccidental. Centro administrativo del municipio Ölfus.

## Geografía y territorio
Lleva su nombre por Þorlákur Helgi Þórhallsson, obispo en Skálholt. Es el único puerto entre Grindavík al oeste y Höfn al este. De allí sale un ferri hacia las islas Vestmannaeyjar. 

## Cultura
La moderna iglesia protestante Þorlákskirkja fue construida 1979-1985. En los alrededores hay varios lugares históricos como p. ej. la iglesia de madera de Kotströnd construida en 1909.

## Infraestructura
Þorlákshöfn cuenta con un hotel, un terreno de camping, varios restaurantes, un campo de golf, una pista de motocross, un complejo deportivo y una piscina. En Þorlákshöfn se ubican el ayuntamiento de Ölfus (Ráðhús Ölfuss), una escuela general básica, un centro de salud (Heilsugaelustöð), una farmacia, una biblioteca pública, varios negocios, una gasolinera, un taller de reparaciones y un supermercado.

## Galería

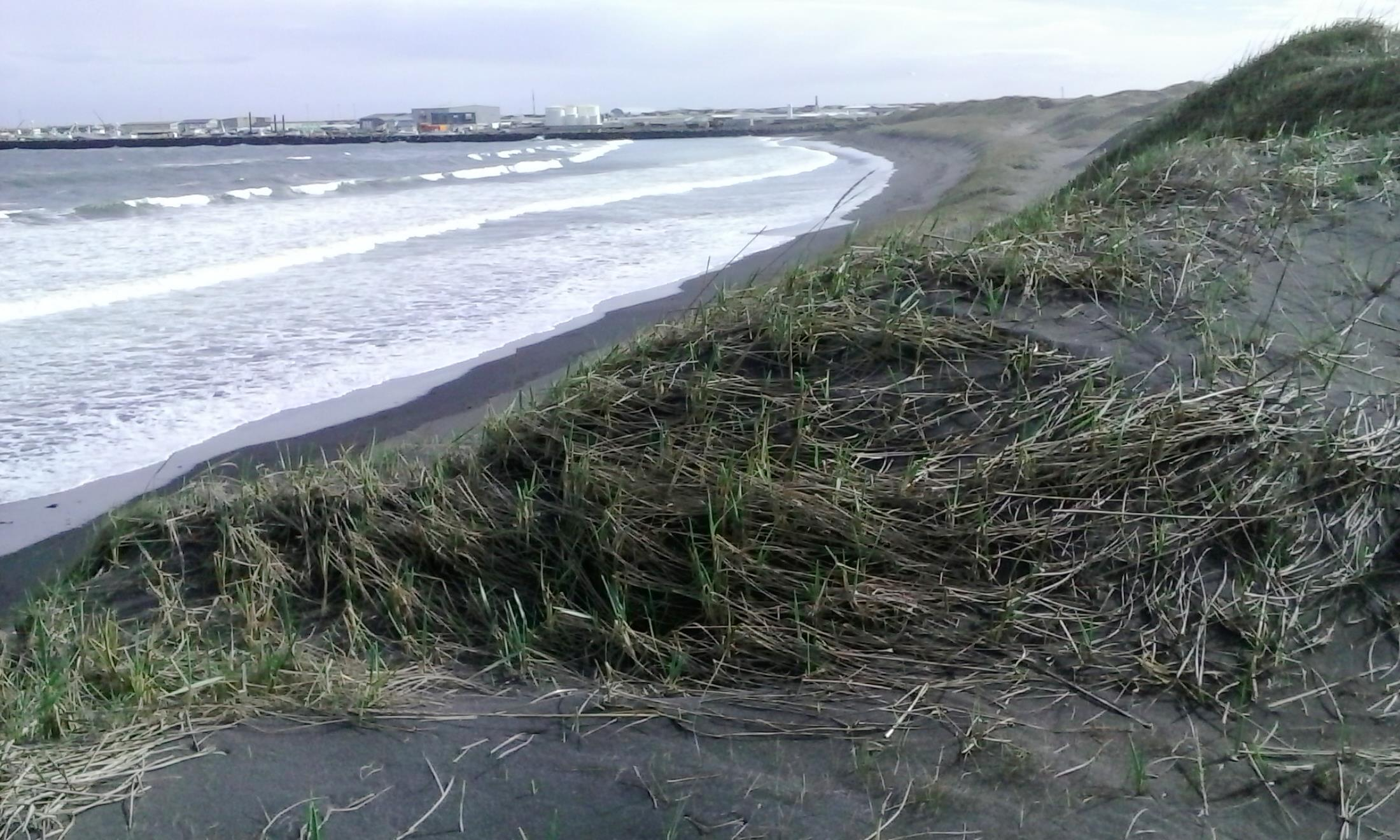
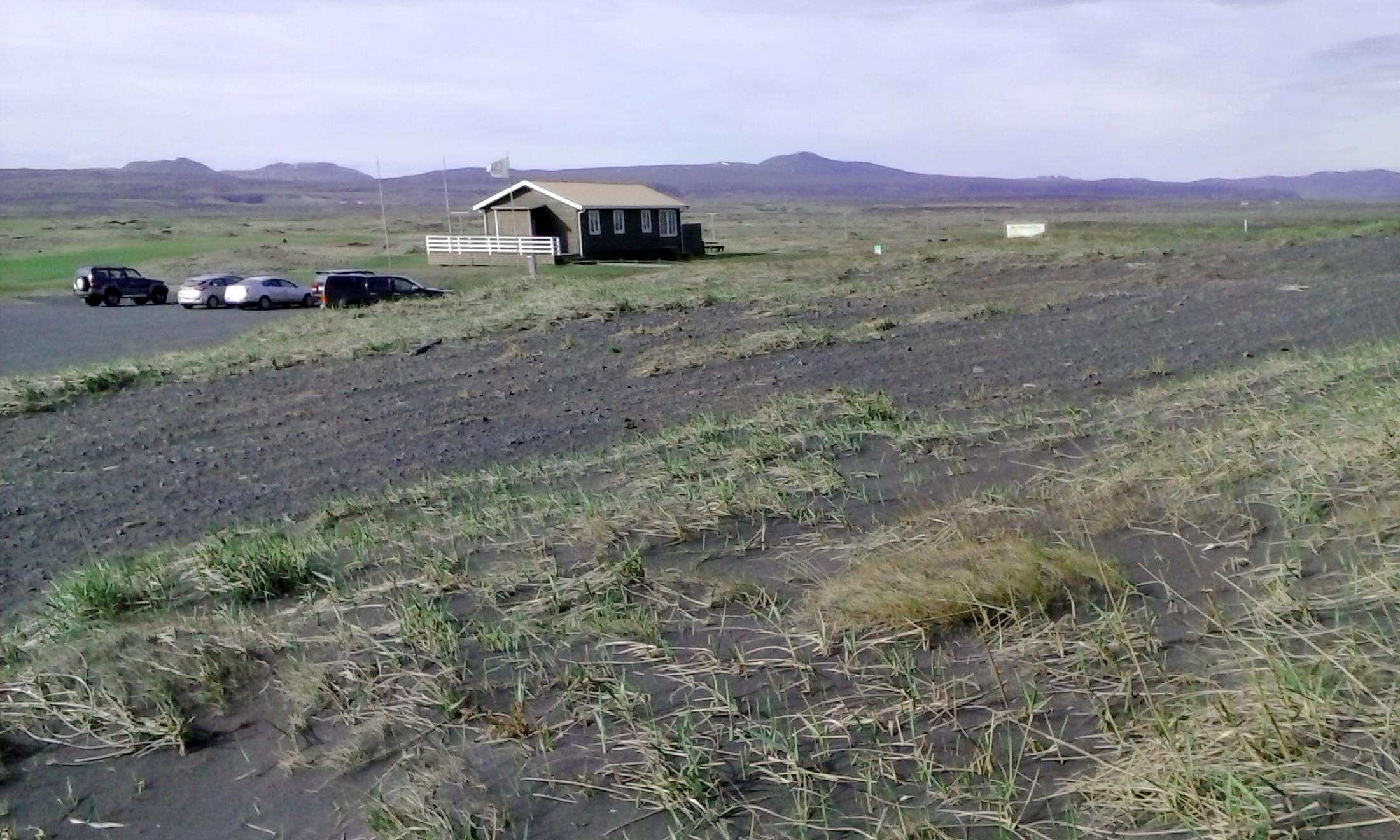
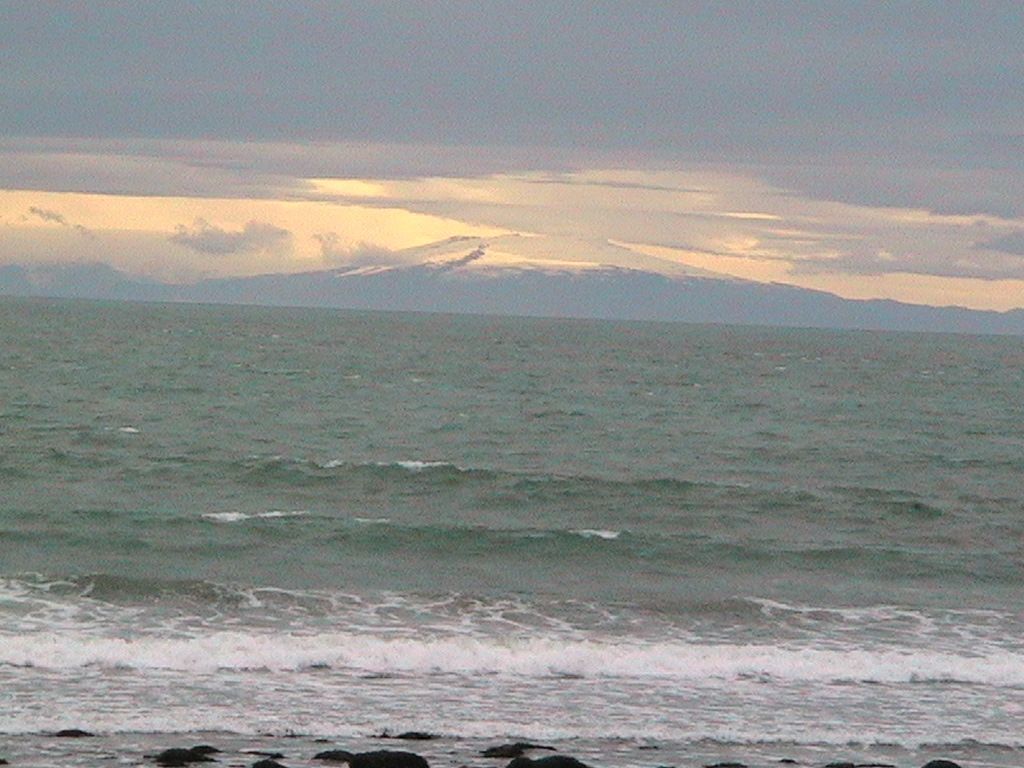
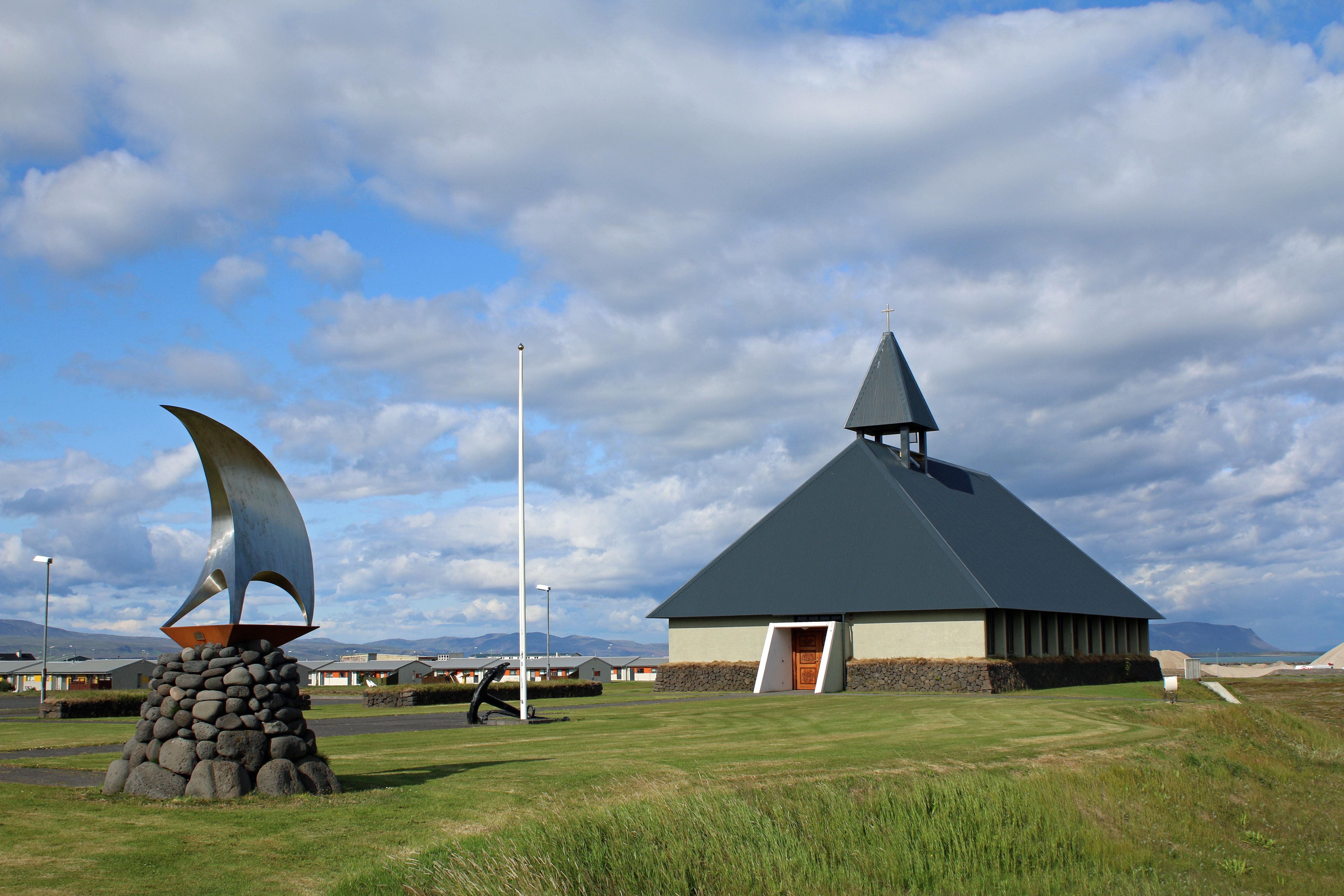
Iglesia protestante Þorlákskirkja